# Michiel van der Heijden
Michiel van der Heijden ('s-Hertogenbosch, 3 januari 1992) is een voormalige Nederlands veldrijder en mountainbiker.

## Carrière

### Jeugd
Hij wordt beschouwd als een groot talent, vooral in het Mountainbiken. Als nieuweling won hij in de periode 2007-2008 vooral MTB wedstrijden in de Benelux en werd in 2007 3de op het NK cyclocross. Bij zijn overstap naar de junioren in 2009 wist hij zich ook internationaal door te zetten. Zo werd hij op het EK MTB in eigen land 2de achter Gerhard Kerschbaumer. Op het wereldkampioenschap wist hij 12de te worden bij de junioren. Een jaar later in 2010 won hij 3 manches van de Wereldbeker. En werd hij 3de op het EK MTB, en wist hij het Wereldkampioenschap in het Canadese Mont-Sainte-Anne te winnen bij de junioren, hiermee is hij na oud olympisch kampioen Bart Brentjens pas de 2de Nederlandse wereldkampioen in de MTB.
In 2011 zette hij de overstap naar de beloften. Hij wist er meteen de Nederlandse titel te winnen. In de Wereldbekers van Dalby Forest en Val di Sole eindigde hij in de top-10. In het daaropvolgende jaar won hij de 2 manches in Noord-Amerika, zowel op het WK als het EK eindigde hij als 2de. Dit telkens achter Ondrej Cink. Wel won hij de Wereldbeker voor beloften. Het seizoen 2013 bracht voor van der Heijden vele ereplaatsen, wel wist hij het Nederlands kampioenschap bij de elite te winnen.

## Overwinningen
| Seizoen | Wereldbeker | OS  | WK  | EK  | NK    | Overige                | Totaal aantal zeges |  |
| ------- | ----------- | --- | --- | --- | ----- | ---------------------- | ------------------- |  |
| 2012    |             | DNS | NVT | NVT | NVT   | Nieuwkuijk             | 1                   |  |
| 2013    |             | NVT | NVT | NVT | Goud  |                        | 1                   |  |
| 2014    |             | NVT | NVT | NVT | Goud  | Codham Park, Landgraaf | 3                   |  |
| 2015    |             | NVT | 34e | 23e | Goud  |                        | 1                   |  |
| 2016    |             | DNQ | 38e | 24e | Brons |                        | 0                   |  |
|         |             |     |     |     |       |                        |                     |  |
| Totaal  | 0           | 0   | 0   | 0   | 3     | 3                      | 6                   |  |

### Jeugd
- WK Mountainbiken: 2010 (junioren), 2014 (beloften)
- NK Mountainbike: 2011 en 2012 (beloften), 2010 en 2009 (junioren), 2008 en 2007 (nieuwelingen)